# Sư đoàn 5 Bộ binh Quân lực Việt Nam Cộng hòa
Sư đoàn 5 Bộ binh, là một trong 3 đơn vị chủ lực quân trực thuộc Quân đoàn III và Quân khu 3 của Quân lực Việt Nam Cộng hòa. Đây là một đơn vị quân đội lớn, từng tham dự nhiều trận quan trọng trong Chiến tranh Việt Nam. Lãnh thổ hoạt động và trách nhiệm bảo vệ là khu vực các tỉnh phía đông của miền Nam Việt Nam Cộng hòa. Nơi đây có chiến khu D là mật khu của Lực lượng mang danh Quân giải phóng, là thành phần của Quân đội Nhân dân Việt Nam.
- Từ năm 1972, Bộ tư lệnh Sư đoàn được đặt tại Căn cứ Lai Khê[2], vị trí này cũng là Hậu cứ của Sư đoàn cho đến tháng 4/1975.

## Lịch sử hình thành
Sư đoàn 5 Bộ binh được thành lập vào ngày 9 tháng 3 năm 1955 tại Sông Mao, quận Hải Ninh, Bình Thuận với danh xưng ban đầu là Sư đoàn 6 Bộ binh do Đại tá Vòng A Sáng làm Tư lệnh đầu tiên.
Sư đoàn 6 là biến thân của Sư đoàn 3 Sơn cước thuộc Quân đội Liên hiệp Pháp, đồn trú tại vùng biên giới Việt-Hoa, với nhiệm vụ bảo vệ khu vực mỏ than Móng Cái, Hòn Gai (thời kỳ này cũng do Đại tá Sáng chỉ huy).
Sau Hiệp định Genève ngày 20 tháng 7 năm 1954, Sư đoàn 3 Sơn cước di chuyển vào Nam và đồn trú tại Sông Mao, sau đó giải tán và dùng làm nòng cốt để thành lập Sư đoàn 6. Đến gần cuối năm 1955, trong vòng 3 tháng Sư đoàn thay đổi phiên hiệu 3 lần để phù hợp với tổ chức và trang bị. Ngày 1 tháng 8 đổi thành Sư đoàn 6 Dã chiến, ngày 1 tháng 9 lại đổi thành Sư đoàn Dã chiến số 41 và ngày 1 tháng 10 trở thành Sư đoàn 3 Dã chiến.
Ngày 1 tháng 12 năm 1958, Sư đoàn Dã chiến số 3 được tăng cường thêm 2 Trung đoàn địa phương 130 và 162, đổi tên lần cuối cùng thành Sư đoàn 5 Bộ binh. Sau đó di chuyển về miền Đông Nam phần đảm trách vùng hoạt động mới gồm lãnh thổ các tỉnh Bình Dương, Bình Long và Phước Long. Ban đầu đặt bản doanh tại Phú Lợi, Thủ Dầu Một, sau chuyển Bộ Tư lệnh lên căn cứ Lai Khê.
Nhiệm vụ của Sư đoàn 5 không kém phần quan trọng so với các Sư đoàn bạn thuộc Quân đoàn III nói riêng và đối với Quân lực Việt Nam Cộng hòa nói chung. Sư đoàn có trọng trách bảo vệ và an ninh tuyệt đối vùng biên cương, vì địa bàn hoạt động của Sư đoàn (giáp ranh với nước bạn Campuchia) là cửa ngõ phía bắc của Thủ Đô Sài Gòn.
Năm 1972, Sư đoàn là đơn vị chủ lực của mặt trận Bình Long, đã kiên cường bảo vệ Thị xã An lộc trong suốt 3 tháng trời, đã anh dũng chiến đấu chống lại sự tấn công và lấn chiếm của Việt Cộng. Đồng thời đã cùng các đơn vị bạn gồm Lực lượng Nhảy dù, Liên đoàn 81 Biệt cách dù, Biệt động quân các Trung đoàn của Sư đoàn 18 và 21 Bộ binh đẩy lùi địch quân về phía biên giới Việt-Miên. Trong lịch sử "chiến tranh bảo vệ tự do" của Việt Nam Cộng hòa gọi thời điểm này là Mùa hè đỏ lửa.
Đến đầu năm 1973, Bộ chỉ huy Sư đoàn đóng tại Lai Khê, Tỉnh Bình Dương, với một trung đoàn thường đóng tại Quận Phú Giáo. Trung đoàn 205 QĐNDVN, hoạt động dưới sự kiểm soát của Sư đoàn 7, đang chống lại Sư đoàn ở phía đông Bình Dương. Lo lắng cho an ninh của Phước Long đã thúc đẩy việc đóng quân của Trung đoàn 9 tại Quận Phước Bình. Đồng thời, Sư đoàn 7 QĐNDVN đang hành quân từ một căn cứ phía đông Quốc lộ 13 giữa Trại Chơn Thành và Quận Bàu Bàng. Tháng 11 năm 1973 Thiệu cách chức Lịch vì tội tham nhũng và điều Đại tá Lê Nguyên Vỹvề làm Tư lệnh Sư đoàn.
Ngày 15 tháng 12 năm 1974, hai tiểu đoàn đặc công thuộc trung đoàn 429 (B2) tấn công yếu khu Bù Na do một đại đội của tiểu đoàn bảo an 363 QLVNCH và 1 trung đội pháo binh đóng chốt. Tiểu đoàn bảo an 363 với sự chi viện từ trên không của 32 phi vụ cường kích do sư đoàn 5 không quân ở Biên Hòa thực hiện đã chống trả quyết liệt từ sáng đến chiều 15 tháng 12 nhưng vẫn thất thủ vì không nhận được sự chi viện nào từ Phước Long và Đôn Luân do đường 14 bị cắt đứt và hai cứ điểm này cũng đang bị vây lỏng. Trong trận này, Quân Giải phóng miền Nam Việt Nam chiếm được 2 khẩu trọng pháo. Ngày 16 tháng 12, tướng Dư Quốc Đống bay lên thị sát Phước Long và tăng phái cho khu phòng thủ này tiểu đoàn bộ binh số 2 rút từ trung đoàn 7 (sư đoàn 5). Cùng ngày, đại tá Nguyễn Thống thành tổ chức phản kích khai thông đường 14 nối với Bố Đức nhưng đều bị các lực lượng mạnh hơn của QGP đẩy lùi. Ngày 24 tháng 12, Tướng Dư Quốc Đống dự định điều 1 chiến đoàn của sư đoàn 18 lên giữ Phước Long nhưng không được Nguyễn Văn Thiệu chuẩn y vì theo lệnh của ông ta, mọi sự điều động các đơn vị cấp trung đoàn phải do chính tổng thống quyết định. Tướng Đống đành phải ra lệnh cho chuẩn tướng Lê Nguyên Vĩ dùng trực thăng đưa 1 tiểu đoàn và 1 đại đội bộ binh rút từ sư đoàn 5 đổ quân xuống Đồng Xoài nhưng đã quá muộn, toàn bộ chi khu quân sự Đôn Luân đã nằm trong tầm bắn thẳng của các loại pháo, cối và súng máy của đối phương. Mặc dù được 48 phi vụ cường kích từ sư đoàn 5 không quân yểm trợ nhưng QLVNCH chỉ đổ được 1 đại đội xuống Đồng Xoài. Tướng Lê Nguyên Vĩ phải ra lệnh cho các trực thăng quay lại. Rạng sáng ngày 31 tháng 12 năm 1974, các trung đoàn 165 (thiếu), 141 và tiểu đoàn 3, bộ đội địa phương Phước Long nổ súng tấn công Phước Bình. Tuy nhiên, tiểu đoàn 78 đặc công và trung đoàn 271 khai trận chậm hơn nên QLVNCH đã dùng pháo binh trong thị xã Phước Long được hiệu chỉnh bằng trinh sát pháo trên núi Bà Rá bắn cản đường. Chỉ huy trưởng tiểu khu Phước Long được chiến đoàn 7 (sư đoàn 5 QLVNCH) điều tiểu đoàn 1 từ chân núi Bà Rá đánh vào sườn tiểu đoàn 4 và tiểu đoàn 6 (trung đoàn 165 Quân Giải phóng miền Nam Việt Nam) đang tấn công qua cửa mở. Trong khi trung đoàn 165 ở hướng Đông Nam Phước Bình phải dừng lại đối phó với cánh quân phản kích thì trung đoàn 141 từ hướng Tây Bắc tràn xuống đánh vào trung tâm quận lỵ. 13 giờ chiều ngày 31 tháng 12, Bộ tư lệnh Quân đoàn 4 điều 4 xe tăng T-54 yểm hộ cuộc tiến công. Một chiếc bị trúng mìn khi đi qua ngã tư chi khu, 3 chiếc còn lại đã hỗ trợ bằng hỏa lực bắn thẳng cho các tiểu đoàn 3 và 5 (trung đoàn 141) đánh chiếm chốt Vạn Kiếp và sân bay Phước Bình. 15 giờ chiều cùng ngày, Phước Bình thất thủ. Tiểu đoàn 2 (Chiến đoàn 7 QLVNCH) bị đẩy lùi về Suối Dung. Trước nguy cơ bị tiêu diệt, đại tá Nguyễn Thống Thành gấp rút tái phối trí lại lực lượng. Sở chỉ huy nhẹ của tiểu khu Phước Long được chuyển về trại Lê Lợi. Tiểu đoàn bảo an 340 và đại đội thám báo số 5 giữ cầu Suối Dung và chốt Vân Kiều. Tiểu đoàn 2 (chiến đoàn 7 - sư đoàn 5 tăng phái giữ các ngã ba Tư Hiền 1 và Tư Hiền 2. Đại tá Thành cũng yêu cầu chi viện nhưng chuẩn tướng Lê Nguyên Vĩ đã không thi hành lệnh của trung tướng tư lệnh Quân đoàn III Dư Quốc Đống với lý do sợ "mắc bẫy dương Đông kích Tây của Cộng quân". Các trận đánh phòng ngự của QLVNCH tại vùng phụ cận thị xã chỉ làm chậm tốc độ tiến quân của Quân Giải phóng miền Nam Việt Nam thêm 24 giờ. Sáng ngày 2 tháng 1, một trận pháo kích kéo dài gần 1 giờ từ sáu khẩu 130 mm, sáu khẩu 105 mm, bốn khẩu 85 mm đã mở đường cho đợt tấn công tiếp theo của các trung đoàn 165, 141 và 271. Ở phía Nam, trung đoàn 165 chiếm trại Đoàn Văn Kiều. Ở hướng Tây, trung đoàn 141 giằng co với tiểu đoàn 1 (chiến đoàn 9 QLVNCH) ở bắc Hồ Long Thủy và khu gia binh. Hai bên đều tổn thất nặng. Ở hướng Đông Nam, trung đoàn 271 chiếm được ngã ba Tư Hiền và bãi xe. Sáng ngày 3 tháng 1, các đơn vị đi đầu của trung đoàn 141 (4 đại đội) đã lọt vào thị xã nhưng bị cô lập. Tư lệnh quân đoàn điều động trung đoàn 201 (thiếu 1 tiểu đoàn) từ tuyến 2 lên tăng cường cho trung đoàn 141. Trưa ngày 3 tháng 1, tướng Dư Quốc Đống điều động chiến đoàn 8 (sư đoàn 5 QLVNCH) sử dụng trực thăng định đổ bộ xuống thị xã nhưng vấp phải lưới lửa phòng không của trung đoàn 210 và pháo binh bắn chặn trên mặt đất, các trực thăng của QLVNCH không dám hạ cánh đổ quân. Không quân vận tải của QLVNCH thả dù tiếp tế 20 tấn đạn pháo xuống phía Bắc thị xã nhưng do bị pháo binh Quân Giải phóng miền Nam Việt Nam bắn chặn, các đơn vị phòng thủ Phước Long không thu hồi được số hàng này sau đó để rơi vào tay Quân Giải phóng miền Nam Việt Nam.
Tháng 4/1975, Trung đoàn 8 của Sư đoàn được điều động để tiếp viện cho Sư đoàn 18 ở Xuân Lộc. Sau khi Xuân Lộc rơi vào tay Quân giải phóng. Sư đoàn (lúc này chỉ còn 2 Trung đoàn) được lệnh giữ Lai Khê, Bến Cát, Bình Dương. Phát hiện Sư đoàn 312 đang bao vây căn cứ Phú Lợi, tiến công Lai Khê; tướng Lê Nguyên Vỹ, Tư lệnh Sư đoàn 5 Quân lực Việt Nam Cộng hòa sử dụng Chiến đoàn 7, có xe tăng yểm hộ, cố giải tỏa Đường 13 và 14, đồng thời tăng cường cho cứ điểm An Lợi. Nhưng khi đoàn xe di chuyển đến khu vực Tam Giáo thì rơi đúng vào mũi tấn công của chủ lực sư đoàn 312, có Lữ đoàn Xe tăng 202 (thiếu) yểm hộ. Sau khi bị bắn cháy ba chiếc xe đi đầu, Chiến đoàn 7 Quân lực Việt Nam Cộng hòa đã bị tách khỏi chủ lực Sư đoàn 5 ở Lai Khê và toàn bộ Sư đoàn 5 cũng bị cô lập ở phía Bắc Thủ Dầu Một. 3 giờ sáng 30 tháng 4, Sư đoàn 390 tấn công đánh chiếm Lái Thiêu và Trung tâm huấn luyện quân sự Huỳnh Văn Lương, bức hàng hơn 2000 sĩ quan, binh lính Quân lực Việt Nam Cộng hòa, trong đó có viên Chỉ huy trưởng trung tâm, Trung tá Nguyễn Văn Hinh và Trung tá Nguyễn Thái Bình, Chỉ huy trưởng Chi khu Lái Thiêu. Trước nguy cơ bị tiêu diệt và tan rã, ngày 29 tháng 4, Tư lệnh Sư đoàn là Chuẩn tướng Lê Nguyên Vỹ, tự sát trong căn cứ cùng thiếu uý cận vệ Trương Minh Châu. Đại tá Nguyễn Mạnh Tường, phó Tư lệnh Sư đoàn 5, Tiểu khu trưởng Bình Dương, các viên Trung đoàn trưởng Trung đoàn 7, 8, 9 đã kéo cờ trắng xin hàng. 10 giờ sáng 30 tháng 4, Sư đoàn 312 đã đánh chiếm xong các căn cứ Lai Khê, Bến Cát, Lái Thiêu. Sư đoàn chính thức tan rã.

## Đơn vị trực thuộc và phối thuộc
| Stt | Đơn vị                       | Chú thích | Stt | Đơn vị                     | Chú thích                                                                                            |  |
| --- | ---------------------------- | --------- | --- | -------------------------- | --- |  |
| 1   | Trung đoàn 7                 |           | 10  | Biệt đội Quân báo          | |  |
| 2   | Trung đoàn 8                 |           | 11  | Biệt đội Kỹ thuật          | |  |
| 3   | Trung đoàn 9                 |           | 12  | Biệt đội Tác chiến Điện tử | |  |
| 4   | Đại đội Tổng hành dinh       |           | 13  | Tiểu đoàn Quân y           | |  |
| 5   | Đại đội Trinh sát            |           | 14  | Tiểu đoàn Truyền tin       | |  |
| 6   | Đại đội Quân cảnh            |           | 15  | Tiểu đoàn Tiếp vận         | |  |
| 7   | Đại đội Công vụ              |           | 16  | Tiểu đoàn Công binh        | |  |
| 8   | Đại đội Vận tải (Quân xa)    |           | 17  | Trung đoàn Pháo binh       | Các Tiểu đoàn: 50 (155 ly), 51. 52, 53 (105 ly). Phối thuộc và dưới sự điều động của Tư lệnh Sư đoàn |  |
| 9   | Đại đội Hành chính Tài chính |           | 18  | Thiết đoàn 1               | Thuộc "Lữ đoàn 3 Kỵ binh". Phối thuộc và dưới sự điều động của Tư lệnh Sư đoàn                       |  |

## Bộ Tư lệnh Sư đoàn và Chỉ huy Trung đoàn tháng 4/1975
| Stt | Họ và Tên                                       | Cấp bậc     | Chức vụ              | Chú thích                          |
| --- | ----------------------------------------------- | ----------- | -------------------- | ---------------------------------- |
| 1   | Lê Nguyên Vỹ Võ bị Địa phương Trung Việt Huế K2 | Chuẩn tướng | Tư lệnh              | Tuẫn tiết ngày 30 tháng 4 năm 1975 |
| 2   | Trần Văn Thoàn Võ bị Đà Lạt K10                 | Đại tá      | Tư lệnh phó          |                                    |
| 3   | Từ Vấn Võ bị Đà Lạt K12                         | Đại tá      | Tham mưu trưởng      |                                    |
| 4   | Nguyễn Văn Vượng Võ khoa Thủ Đức                | Đại tá      | Chỉ huy Trung đoàn 7 |                                    |
| 5   | Nguyễn Bá Mạnh Hùng Võ bị Đà Lạt K10            | Đại tá      | Chỉ huy Trung đoàn 8 |                                    |
| 6   | Trần Phương Quế Võ bị Đà Lạt K10                | Đại tá      | Chỉ huy Trung đoàn 9 |                                    |

## Trung đoàn Pháo binh
- Đơn vị phối thuộc

| Stt | Họ và Tên                         | Cấp bậc  | Chức vụ          | Đơn vị                | Chú thích |
| --- | --------------------------------- | -------- | ---------------- | --------------------- | --------- |
| 1   | Tống Mạnh Hùng Võ khoa Thủ Đức K5 | Trung tá | Chỉ huy trưởng   | Bộ chỉ huy Trung đoàn |           |
| 2   | Phan Đình Dậu Võ khoa Thủ Đức K5  | Trung tá | Tiểu đoàn trưởng | Tiểu đoàn 50          |           |
| 3   | Hoàng Trung Liêm Võ bị Đà Lạt K13 | Trung tá | Tiểu đoàn trưởng | Tiểu đoàn 52          |           |
| 4   | Phạm Ngọc Quỳ                     | Thiếu tá | Tiểu đoàn trưởng | Tiểu đoàn 51          |           |
| 5   | Trần Vĩnh Tươi Võ khoa Thủ Đức K7 | Thiếu tá | Tiểu đoàn trưởng | Tiểu đoàn 53          |           |

## Tư lệnh Sư đoàn qua các thời kỳ
| Stt | Họ và Tên                                        | Cấp bậc                                          | Tại chức          | Chú thích |
| --- | ------------------------------------------------ | ------------------------------------------------ | ----------------- | --- |
| 1   | Vòng A Sáng Võ bị Frejus, Pháp                   | Đại tá                                           | 3/1955-10/1955    | Giải ngũ ở cấp Đại tá. Thân phụ của Đại tá Hoàng Gia Cầu, nguyên Tham mưu trưởng Cơ quan Tổng Thanh tra Quân lực Việt Nam Cộng hòa.                                               |
| 2   | Phạm Văn Đổng Võ bị Móng Cái                     | Đại tá                                           | 10-/1955-3/1958   | Giải ngũ năm 1965 ở cấp Thiếu tướng |
| 3   | Nguyễn Quang Thông Võ bị Huế K2                  | Trung tá                                         | 3/1958-9/1958     | Sau là Đại tá Tỉnh trưởng Tây Ninh. Giải ngũ |
| 4   | Tôn Thất Xứng Võ bị Huế K1                       | Đại tá                                           | 9/1958-11/1958    | Giải ngũ năm 1967 ở cấp Thiếu tướng |
| 5   | Đặng Văn Sơn Trường Hạ sĩ quan Pháp              | Trung tá                                         | 11/1958-8/1959    | Sau là Đại tá Chỉ huy trưởng trường Hạ sĩ quan Đồng Đế, Trung tâm Huấn luyện Dục Mỹ. Giải ngũ năm 1964                                                                            |
| 6   | Nguyễn Văn Chuân Võ bị Huế K1                    | Đại tá                                           | 8/1959-5/1961     | Giải ngũ năm 1966 ở cấp Thiếu tướng |
| 7   | Trần Ngọc Tám Võ bị Liên quân Viễn Đông Đà Lạt   | Thiếu tướng                                      | 5/1961-10/1961    | Giải ngũ năm 1974 ở cấp Trung tướng |
| 8   | Nguyễn Đức Thắng Võ khoa Nam Định                | Đại tá                                           | 10/1961-12/1962   | Giải ngũ năm 1973 ở cấp Trung tướng |
| 9   | Nguyễn Văn Thiệu Võ bị Huế K1                    | Đại tá Thiểu tướng (11/1963)                     | 12/1962-2/1964    | Sau là Trung tướng. Đắc cử Tổng thống Việt Nam Cộng hòa 2 nhiệm kỳ (1967-1975) |
| 10  | Đặng Thanh Liêm Võ bị Liên quân Viễn Đông Đà Lạt | Đại tá Chuẩn tướng (4/1964)                      | 2/1964            | Giải ngũ năm 1965 ở cấp Thiếu tướng |
| 11  | Cao Hảo Hớn Võ bị Liên quân Viễn Đông Đà Lạt     | Chuẩn tướng                                      | 6/1964-10/1964    | Sau cùng là Trung tướng Phụ tá Tổng trưởng Quốc phòng |
| 12  | Trần Thanh Phong Võ bị Huế K2                    | Đại tá Chuẩn tướng (10/1964)                     | 10/1964-7/1965    | Năm 1972, đang là Thiếu tướng Phụ tá Ủy ban Trung ương Đặc trách chương trình Thị tứ, tử nạn máy bay Carribou tại Tuy Hòa trong khi thi hành công vụ. Được truy thăng Trung tướng |
| 13  | Phạm Quốc Thuần Võ bị Đà Lạt K5                  | Đại tá Chuẩn tướng (6/1966) Thiếu tướng (6/1968) | 7/1965-8-1969     | Sau cùng là Trung tướng Chỉ huy trưởng trường Hạ sĩ quan Đồng Đế |
| 14  | Nguyễn Văn Hiếu Võ bị Đà Lạt K3                  | Chuẩn tướng Thiếu tướng (6/1970)                 | 8/1969-6/1971     | Ngày 8 tháng 4 năm 1975, đang là Thiếu tướng Tư lệnh Phó Quân đoàn III, bị ám sát bởi cận vệ của Tướng Toàn, Đại Úy Đỗ Đức. Ngày 10 tháng 4, được truy thăng cấp bậc Trung tướng. |
| 15  | Lê Văn Hưng Võ khoa Thủ Đức K5                   | Đại tá Chuẩn tướng (3/1972)                      | 6/1971-9/1972     | Tự sát ngày 30 tháng 4 năm 1975 tại Cần Thơ, Quân đoàn IV. |
| 16  | Trần Quốc Lịch Võ khoa Thủ Đức K4                | Đại tá Chuẩn tướng (11/1972)                     | 9/1972-11-1973    | Năm 1974, liên quan đến vụ buôn lậu trong quân đội, bị tạm giam và giải ngũ |
| 17  | Lê Nguyên Vỹ                                     | Đại tá Chuẩn tướng (11/1974)                     | 11/1973-30/4/1975 | Tự sát ngày 30 tháng 4 năm 1975 tại Bộ Tư lệnh Sư đoàn ở căn cứ Lai Khê. |